# L'Incantation ou Le Bois sacré
L'Incantation ou Le Bois sacré est un tableau réalisé par le peintre français Paul Sérusier entre 1891 et 1892. De format vertical, cette huile sur toile est une scène de genre qui représente trois jeunes femmes faisant une incantation face à une petite flamme qui brûle sur un rocher, dans un sous-bois aux troncs rouges. Legs d'Henriette Boutaric en 1983, l'œuvre est conservée au musée des Beaux-Arts de Quimper, à Quimper, dans le Finistère, en Bretagne.

## Description
Ce tableau représente trois femmes dans un bois. Elles sont vêtues de longues robes et leurs pieds sont nus. Deux d’entre elles sont debout, dans la partie gauche du tableau et sont tournées vers la troisième femme, agenouillée au centre de la composition. L'une des deux femmes debout a les cheveux couverts d’un foulard et tient un bol dans ses mains, comme la femme à genoux. Cette dernière tend la main droite vers de la fumée. Seuls les troncs rouges des arbres sont visibles. Le sol est vert et peuplé de végétation. La ligne d’horizon se trouve au niveau du tiers supérieur du tableau et se fond dans le ciel, peu visible entre les arbres.

## Histoire

### Contexte de création
A l’époque où il peint L’Incantation, Sérusier cherche à se rapprocher d’une spiritualité “d’un ordre supérieur” à celle qui lui a été inculquée dans sa jeunesse. Il se rend alors lui-même dans la forêt du Huelgoat, où il vit pendant trois étés, et lit des romans métaphysiques, tels Louis Lambert de Honoré de Balzac ou Les Grands Initiés, d’Édouard Schuré. La forêt devient alors un thème récurrent dans sa peinture : il la représente en 1891 dans Les Jeunes baigneuses dans la forêt, ou encore en 1892 dans Quatre bretonnes dans la forêt. Le Bois sacré se distingue toutefois de ces autres œuvres par son approche plus spirituelle.
C’est lors du premier de ces trois étés, celui de 1891, que Jan Verkade et Mogens Ballin accompagnent Sérusier, qui les initie au synthétisme et à la théosophie. Certains agencements graphiques abstraits de Ballins eurent d'ailleurs une influence sur l'art de Sérusier, perceptible, par exemple, dans les fleurs au premier plan et dans le motif sur l’arbre de droite de L’Incantation.

### Entrée dans les collections du musée des Beaux-Arts de Quimper
Le Bois sacré a été légué au musée des Beaux-Arts de Quimper à la suite du décès de sa précédente propriétaire, Eugénie P. H. Boutaric, le 26 février 1983. Ce legs incluait également Portrait de jeune Bretonne, une huile sur carton de Paul Sérusier, désignée sous le nom La Petite Quimpéroise dans le testament. Ces deux tableaux viennent compléter une collection d'œuvres des Nabis et de l’École de Pont-Aven entamée par le musée des Beaux-Arts dès 1936.

## Analyse
Le Bois sacré est peint pendant une période de recherches de Sérusier. L’artiste expérimente alors des formes plus simples et des couleurs moins naturalistes, qu’il avait déjà explorées au Pouldu. Ce choix de couleurs audacieux se retrouve dans des œuvres plus tardives du peintre, tel Le Feu dans la forêt, peint en 1895. Il décrit son choix de couleurs dans une lettre à Jan Verkade datée de juillet 1893 :
« Quant à la couleur, j’ai renoncé à la recherche des petits tons fins à côté les uns des autres. Ils attirent l’attention sur un coin du tableau mais nuisent à l’ensemble. Trois ou quatre teintes bien choisies, cela suffit et cela est expressif, les autres couleurs ne font qu’affaiblir l’effet. »

### Le bois sacré
Ce tableau a probablement été inspiré par les légendes bretonnes liées à la forêt de Brocéliande, et plus précisément à son extrémité occidentale, la forêt du Huelgoat, où séjourna, d'après la légende, le roi Arthur. Les femmes représentées dans Le Bois sacré seraient alors des prêtresses druidiques, rendant un culte à une divinité non identifiée. La coupe tendue dans la main de la femme agenouillée constituerait un geste d’offrande.
Le thème du “bois sacré” est très populaire chez les symbolistes. Il avait été précédemment utilisé par Pierre Puvis de Chavannes, dont Le Bois sacré avait été exposé au Salon de 1884, où Sérusier l’avait peut-être vu. Il aurait alors pu s’inspirer de l’artiste pour sa vision hors du temps : peu de détails sont prêtés aux costumes bretons, leur retirant leur aspect folklorique, et les femmes sont dans des positions assez figées, avec des traits similaires. Cette scène semble alors pouvoir prendre place dans n’importe quelle temporalité. Sérusier a également pu s’inspirer de l'œuvre de Puvis de Chavannes pour les troncs d’arbres serrés, déjà présents dans Le Bois sacré cher aux Arts et aux Muses, œuvre de l'artiste ornant le musée des Beaux-Arts de Lyon.

### Les inspirations
L'œuvre s’inspire des estampes japonaises, que Sérusier collectionnait, notamment par la verticalité marquée des troncs d’arbres rouges, qui peuvent évoquer les forêts de bambous favorisées par les artistes japonais et qui, d’après Chiara Stefani, artiste italienne, marquent un rythme “musical, quasi dansant”. Les grands aplats de couleurs confèrent à L’Incantation une sensation de statisme, à laquelle les détails, tels que les fleurs ou la fumée qui habitent la composition, apportent une certaine nuance. Paul Gauguin, proche de Sérusier, utilisait également ces formes cloisonnées et simplifiées dans son art. Cette influence japonaise a donc pu passer par le travail de Gauguin.
La grande verticalité des troncs crée un effet d’oppression, renforcé par les deux femmes debout. Ce sentiment que peut ressentir le spectateur face à l’œuvre est une transposition de celui qu’a connu Sérusier dans la forêt du Huelgoat, tel qu’il l’écrit à Maurice Denis en juin 1891 :
« Je me sentais oppressé dès que mes yeux s’arrêtaient sur la paroi des montagnes touffues… »

### Le mysticisme

Conte celtique, 1894.

Le Bois sacré est la première peinture mystique de Sérusier, et marque le début d’une série de tableaux présentant une atmosphère similaire, comme Conte celtique, en 1894, ou encore La Vision près du torrent, en 1897. Le mystère autour de l’épisode représenté n’a pas encore été percé : la symbolique des gestes effectués par les trois femmes n’a jamais été expliquée. Le spectateur est alors placé comme un apprenti, face à ces trois femmes initiées.
L’étrangeté de la scène réside également dans la forme zoomorphe de la roche portant la flamme. André Cariou, dans le catalogue d’exposition Gauguin et l'école de Pont-Aven compare alors ce bois breton aux œuvres de Gauguin représentant les cultes maoris. Le choix des couleurs, et le contraste fort entre le rouge des arbres et la mousse verte et jaune du sol, provoquent également une sensation de mystère, tout comme le cadrage, qui coupe la cime et les racines des arbres, en faisant des sortes de piliers végétaux.
Plus qu’une atmosphère mystérieuse, Sérusier cherche à donner au Bois sacré un effet décoratif, proche de la tapisserie, notamment par les plantes du premier plan, ou encore les effets d’ombres, qui renforce l’aspect irréel et intemporel de la scène.
Influencé par la littérature symboliste, Sérusier voit la forêt comme un lieu de communication avec des puissances surnaturelles.

## Expositions
- Du 29 septembre 2018 au 27 janvier 2019 : Art and Magic, Palazzo Roverella, Rovigo, Italie[12]
- Du 13 mars au 25 juin 2017 : Au delà des étoiles. Le paysage mystique de Monet à Kandinsky, musée d’Orsay, Paris, France[12]
- Du 22 octobre 2016 au 8 février 2017 : Au delà des étoiles. Le paysage mystique de Monet à Kandinsky, Art Gallery, Toronto, Canada[12]
- Du 2 février au 5 juin 2016 : Simbolismo. Arte in Europa dalla Belle Epoque alla Grande Guerra, Palazzo Reale, Milan, Italie[12]
- Du 29 octobre au 20 décembre 2015 : Gauguin et l’école de Pont Aven, musée Panasonic Shiodome, Tokyo, Japon[11]
- Du 5 septembre au 21 octobre 2015 : Gauguin et l’école de Pont Aven, Okuda Genso Sayume Art Museum, Hiroshima, Japon[11]
- Du 21 juillet au 30 août 2015 : Gauguin et l’école de Pont Aven, musée d’art de la ville, Kagoshima, Japon[11]
- Du 6 juin au 12 juillet 2015 : Gauguin et l’école de Pont Aven, musée d’art, Iwate, Japon[11]
- Du 17 avril au 31 mai 2015 : Gauguin et l’école de Pont Aven, musée des Beaux-Arts, Fukui, Japon[11]
- Du 2 mars au 28 mai 2012 : L’arbre et la forêt du pays du soleil levant au bois d’amour, musée des Beaux-Arts, Quimper, France[12]
- Du 26 octobre 2006 au 31 janvier 2007 : Les peintres du rêve en Bretagne, musée des Beaux-Arts, Brest, France[12]
- Du 16 juin au 26 septembre 2004 : The Impressionists, National Gallery of Victoria, Melbourne, Australie[12]
- Du 15 octobre 2003 au 5 janvier 2004 : L’aventure de Pont-Aven et Gauguin, musée de Capodimonte, Naples, Italie[12]
- Du 12 juillet au 30 septembre 2003 : L’aventure de Pont-Aven et Gauguin, musée des Beaux-Arts, Quimper, France[12]
- Du 2 avril au 22 juin 2003 : L’aventure de Pont-Aven et Gauguin, musée du Luxembourg, Paris, France[12]
- Du 15 avril au 23 octobre 2000 : L’Ecole de Pont-Aven dans les collections du musée des Beaux-Arts de Quimper, musée des Beaux-Arts, Quimper, France[12]
- Du 15 novembre 1995 au 15 février 1996 : Gauguin et l’Ecole de Pont-Aven, Museo del Palacio de Bellas Artes, Mexico, Mexique[12]
- Du 1er février au 15 mars 1994 : Les Nabis, musée d’Orsay, Paris, France[12]
- Du 21 septembre 1993 au 3 janvier 1994 : Les Nabis, Grand Palais, Paris, France[12]
- Du 28 mai au 15 août 1993 : Les Nabis, Kunsthaus, Zurich, Suisse[12]
- Du 12 février au 20 juillet 1992 : Gauguin et les peintres de la Bretagne, musée des Beaux-Arts, Rennes, France[12]
- Du 30 juin au 30 septembre 1991 : Paul Sérusier et la Bretagne, musée de Pont-Aven, Pont-Aven, France[12]
- Du 2 juillet au 5 octobre 1987 : Paul Sérusier 1864-1927, Musée des Jacobins, Morlaix, France[12]
- 1964 : exposition à la Galerie Durand-Ruel, Paris, France[12]
- Du 23 octobre 1963 au 6 janvier 1964 : Les Nabis et leurs amis, Kunsthalle, Mannheim, Allemagne[12]

#### Ouvrage spécialisé
- Denise Delouche (dir.) et al., Effets de rêves, Rennes, Presses Universitaires de Rennes 2, sans date, 67 p., p. 49-57

#### Catalogues d'exposition
- André Cariou, Gauguin et l'École de Pont-Aven, sans lieu, Hazan, 2015
- André Cariou, Mary Anne Stevens, Antoine Terrasse, L'Aventure de Pont-Aven et Gauguin [exposition, Paris, Musée du Luxembourg, 2 avril-22 juin 2003, Quimper, Musée des Beaux-Arts, 12 juillet-30 septembre 2003], Milan, Skira, 2003, 365 p., p. 67
- Monique Nonne et Caroline Mathieu, The Impressionists: masterpieces from the Musée d'Orsay [exhibition, Melbourne, National gallery of Victoria, 17 juin-26 septembre 2004], sans lieu, 2004
- Musée de Picardie, Puvis de Chavannes : une voie singulière au siècle de l'impressionnisme, Amiens, Musées d'Amiens, 2005
- Nabis : 1888-1900, Pierre Bonnard, Maurice Denis, Henri-Gabriel Ibels... [exposition], Zurich, Kunsthaus, 28 mai-15 août 1993, Paris, Galeries nationales du Grand Palais, 21 septembre 1993-3 janvier 1994, Paris, Réunion des Musées Nationaux - Grand Palais, 1993
- Francesco Parisi, Arte e magia : il fascino dell'esoterismo in Europa, Milan, Silvana, 2018

#### Articles de presse
- Fabien Simode, « « L’Incantation », de Sérusier », Le Journal des arts,‎ 6 juillet 2020 (lire en ligne, consulté le 2 février 2025).